# E.S.P. (Deee-Lite-dal)
Az E.S.P. című dal az amerikai Deee-Lite nevű formáció World Clique debütáló albumáról kimásolt kislemez, mely csupán az U.S.Dance listára jutott fel, ott viszont előkelő 1. helyezést ért el. A dal egyébként nem volt túl sikeres. A dal eredeti hangmintái Lugosi Béla egyik 1934-es filmjében, a The Black Cat (Fekete macska) - hangzottak el. A dalból nem készült videóklip.
A dalt kiadták a később megjelent Good Beat című slágerrel egy korongon is.

## Megjelenés
12" (promo)  U.S. Elektra – ED-5531
- A E.S.P. (Ouijee Extended Mix) 5:06
- B1 E.S.P. (Psychepella) 0:31
- B2 E.S.P. (Yee Yee Radio Mix) 3:29

## Külső hivatkozások
- Megjelenések a Discogs.com oldalán[3]
- A dal szövege[4]